# Maestros de la sospecha
La Escuela de la sospecha es una famosa expresión del filósofo Paul Ricoeur. Apareció por primera vez en su libro Freud: una interpretación de la cultura (De l'interprétation. Essai sur Sigmund Freud, 1965). Ricoeur dijo que «la dominan la escuela de la sospecha tres maestros que aparentemente se excluyen entre sí: Marx, Nietzsche y Freud». Ricœur diferenció entre una hermenéutica de la sospecha y una hermenéutica de la afirmación.
Los tres maestros de la sospecha son: Marx, Nietzsche y Freud, aunque desde diferentes presupuestos, consideraron que la conciencia en su conjunto es una conciencia falsa. Así, según Marx, la conciencia se falsea o se enmascara por intereses económicos, en Freud por la represión del inconsciente y en Nietzsche por el resentimiento del débil. Sin embargo, lo que hay que destacar de estos maestros no es ese aspecto destructivo de las ilusiones éticas, políticas o de las percepciones de la conciencia, sino una forma de interpretar el sentido. Lo que quiere Marx es alcanzar la emancipación humana mediante una revolución, y que la humanidad se reconcilie consigo misma para construir así un mundo de bienestar. Nietzsche pretende la restauración de la fuerza del hombre por la superación del resentimiento y de la compasión. Freud busca una curación por la conciencia y la aceptación del principio de realidad. Los tres tienen en común la denuncia de las ilusiones y de la falsa percepción de la realidad, pero también la búsqueda de una utopía. Acerca de este último aspecto Nietzsche se opone a que su filosofía sea vista como la exhortación a una utopía; porque, esto para Nietzsche sería colocar el sentido de la vida en algo que está fuera de ésta, Nietzsche denomina este pensamiento como decadente y propio de trasmundistas. Los tres realizan una labor arqueológica de búsqueda de los principios ocultos de la actividad consciente, si bien, simultáneamente, construyen una teleología, un reino de fines. Ricoeur, como ellos, acepta el lado ascético de la reflexión, su papel de aguafiestas ante determinadas percepciones de la realidad. Pero tras el necesario purgatorio de la crítica marxista, freudiana y nietzscheana, viene la recuperación del sentido, el restablecimiento de una ingenuidad purificada y fuerte.
Estos tres autores comparten una actitud crítica hacia la sociedad que conocen, y por ello suelen ser considerados como frutos de un mismo espíritu crítico, aunque ni siquiera son de la misma generación, ya que mientras Marx es un autor de mediados del siglo XIX, y Nietzsche lo es de finales del siglo XIX, Freud es un autor de finales del siglo XIX y principios del siglo XX.
Así, estos tres autores centran, básicamente, la crítica a una forma de entender el mundo que llega hasta nuestros días, y, por ello, sus visiones están, en cierta medida, aún vigentes. De ahí que Paul Ricoeur los calificase como filósofos de la sospecha.